# Vesthimmerlands Flyveplads
Vesthimmerlands Flyveplads (ICAO: EKVH), også kaldet Aars Flyveplads, er en selvbetjeningsplads ejet af Vesthimmerlands Kommune og beliggende ca. 6 km nord for Aars by, umiddelbart vest for primærrute 29 og Søttrup Plantage. Pladsen har en øst-vest-gående (11/29) asfalteret hovedbane på 1212 m med lys samt en 550 m græsklædt tværbane (17/35). Udlandsrejser, også udenfor Schengen-området, kan gennemføres med udgangspunkt i pladsen.
Pladsen blev taget i brug i 1969, efter at Jyske Ingeniørregiment som en øvelse havde anlagt den.
Pladsen benyttes af tre klubber, som hver har eget klubhus ved pladsen:
- AVIATOR - Aalborg Svæveflyveklub (aviator.dk),
- Nordjysk Faldskærmsklub (www.njfk.dk) og
- Motorflyverklubben Vesthimmerland (www.ekvh.dk Arkiveret 29. maj 2019 hos  Wayback Machine).

Klubberne løser forskellige opgaver i relation til pladsens drift.